# Peter Davison
Peter Davison (født 13. april 1951 i Streatham i London, England) er en skuespiller, som er mest kendt for at have spillet Tristan Farnon i tv-serien baseret på James Herriots Folk og fæ og som den femte Doktoren i Doctor Who.